# Otto Martini
Otto Martini (* 11. Dezember 1902 in Nürnberg; † 1. September 1979 in Murnau) war ein deutscher Kameramann, Filmregisseur, Drehbuchautor und Filmproduzent.

## Leben
Der Sohn des Schauspielers Ferdinand Martini erhielt seine Ausbildung an der Versuchsanstalt für Photographie und Kinotechnik. 1924 begann er bei der Emelka seine Arbeit als untergeordneter Kameramann.
Martini wandte sich vorwiegend dem Dokumentarfilm zu. An Spielfilmen beteiligte er sich nur gelegentlich, unter anderem als Co-Kameramann an einigen Komödien Karel Lamačs. Sein Beitrag als einer von fünf Kameraleuten für den Bergfilm-Klassiker Der Berg ruft von und mit Luis Trenker war 1937 zugleich Martinis letzte Spielfilmarbeit.
Er wechselte nun zur Dokumentarfilm-Abteilung der Universum Film (UFA), wo er als Kameramann und bei einigen Produktionen zudem als Regisseur und Autor verantwortlich zeichnete. 1944 wurde er zur Propagandakompanie der Luftwaffe versetzt.
1945 und 1946 stellte er Passfotos her, ab 1947 drehte er Dokumentarfilme für die Hamburger GEA-Kulturfilm. 1949 gründete er seine eigene Produktionsfirma namens Gesellschaft für bildende Filme (GbF). Bis 1978 schuf er als Regisseur, Produzent und Autor verschiedene Dokumentar- und Industriefilme. Für Impuls unserer Zeit (1959) wurde er 1960 mit dem Filmband in Gold ausgezeichnet. Sein Sohn Ronald Martini (* 1928) stellte ebenfalls Dokumentar-, Forschungs- und Industriefilme her.

## Filmografie (Auswahl)
- 1927: Das Geheimnis des Abbé X
- 1932: Der goldene Gletscher / Die Herrgottsgrenadiere
- 1933: Fräulein Hoffmanns Erzählungen
- 1934: Das Schicksal eines Verfemten / Weiße Majestät
- 1934: Die vertauschte Braut
- 1934: Polenblut
- 1935: Großreinemachen
- 1935: Der junge Graf
- 1936: Dusty Ermine
- 1936: Es waren zwei Junggesellen / Die grobe Adele
- 1936: Seine Tochter ist der Peter
- 1936: Manja Valewska
- 1938: Der Berg ruft
- 1939: Die Jüngsten der Luftwaffe (Kurz-Dokumentarfilm)
- 1940: Deutsche Panzer (Kurz-Dokumentarfilm)
- 1940: Gesundheit ist kein Zufall (Kurz-Dokumentarfilm)
- 1941: Schwätzer oder Kerle? (Kurz-Dokumentarfilm)
- 1943: Sturz ins Ziel (Drehbuch, Dokumentarfilm)
- 1943: Brandbomben und Entstehungsbrände (Kurz-Dokumentarfilm)
- 1944: Rotes Kopftuch – blaues Kleid (Drehbuch und Regie, Dokumentarfilm)
- 1947: Ungebetene Gäste der Hausfrau (Kurz-Dokumentarfilm)
- 1948: Der Borkenkäfer (Kurz-Dokumentarfilm)
- 1949: Himmlisches Orchester (Kurz-Dokumentarfilm)
- 1949: Ein Wiesentag (Kurz-Dokumentarfilm)
- 1949: Du und Dein Auto (Kurz-Dokumentarfilm)
- 1950: Gezähmte Bazillen (Kurz-Dokumentarfilm)
- 1950: Über alle Zeiten (Mittellanger Dokumentarfilm)
- 1950: Das Schatzkästlein (Kurz-Dokumentarfilm)
- 1952: Das Werk am Rhein (Mittellanger Dokumentarfilm)
- 1952: Unser tägliches Wasser (Kurz-Dokumentarfilm; Produktion und Co-Regie)
- 1953: Flamme als Werkzeug (Kurz-Dokumentarfilm)
- 1959: Impuls unserer Zeit (Dokumentarfilm; Regie und Produktion)
- 1960: Kolumbianische Impressionen (Kurz-Dokumentarfilm)
- 1961: Spiel in Farben (Kurz-Dokumentarfilm)
- 1962: Die Parallelstraße (Produktion)
- 1963: Adhäsion (Kurz-Dokumentarfilm, Produktion)
- 1964: Signale (Kurz-Dokumentarfilm; Produktion)
- 1966: Herr Kekulé, ich kenne Sie nicht (Kurz-Dokumentarfilm, Produktion)